# Cartura
Cartura é uma comuna italiana da região do Vêneto, província de Pádua, com cerca de 4.075 habitantes. Estende-se por uma área de 16 km², tendo uma densidade populacional de 255 hab/km². Faz fronteira com Bovolenta, Casalserugo, Conselve, Due Carrare, Maserà di Padova, Pernumia, San Pietro Viminario, Terrassa Padovana.

## Demografia
| Variação demográfica do município entre 1861 e 2011                               |
|                                                                                   |
| Fonte: Istituto Nazionale di Statistica (ISTAT) - Elaboração gráfica da Wikipedia |